# 异鞭藻目
異鞭藻目（Heterochloridales）為藻類植物之一植物目。該植物於植物分類表上，歸於黃藻門（Xanthophyta） (Chromophyta)黃藻綱 (Xanthophyceae) ，同綱者尚有根黃藻目（Rhizochloridales）等等。